# İnandıktepe
Koordinaten: 40° 22′ 51,8″ N, 33° 32′ 6,7″ O
Der İnandıktepe ist ein archäologischer Fundort in der türkischen Provinz Çankırı, etwa 80 km nordöstlich von Ankara. 1965 kamen bei Bauarbeiten Scherben einer hethitischen Reliefvase zum Vorschein, woraufhin der Ort archäologisch untersucht wurde.
Insgesamt wurden dabei fünf Bauphasen identifiziert, die überwiegend auf eine hethitische Besiedlung zurückzuführen sind. Dabei wurde ein Baukomplex von rund 2.000 m² freigelegt, der sich über den gesamten Rücken des Hügels erstreckte, jedoch nur zum Teil erhalten war. Zerstört wurde dieser Komplex durch einen großen Brand. Die Ausgräber vermuteten, dass dieser Komplex insbesondere wegen seines Inventars als Tempel zu identifizieren sei, was jedoch nicht unwidersprochen blieb. Als alternative Deutung wurde die eines Landsitzes vorgeschlagen.
Neben 49 vollständigen Gefäßen wurden am İnandıktepe auch kleinere Gefäße, Kannen, ein so genannter Fruchtständer sowie Stierterrakotten, ein Tempelmodell und eine Wanne gefunden. Hinzu kommt eine akkadische Tontafel, welche die Datierung des Fundortes ermöglicht. Es handelt sich dabei um ein keilschriftrechtliches Dokument, das die Schenkung von Land des Beamten Tuttulla an seinen Neffen beurkundet. Sie ist mit dem so genannten anonymen Tabarna-Siegel versehen, welches ab Großkönig Alluwamna außer Gebrauch kam. Entsprechende Vergleichsfunde von Ḫattuša stammen aus der Zeit Telipinus, so dass auch hier eine Datierung nach mittlerer Chronologie in das ausgehende 16. Jahrhundert angenommen wird.